# اجدال المعشعش (إب)

تعديل مصدري - تعديل

اجدال المعشعش محلة تابعة لقرية المشاعبة، التابعة لعزلة ثواب اعلى بمديرية إب إحدى مديريات محافظة إب في الجمهورية اليمنية.، بلغ تعداد سكانها 25 حسب تعداد اليمن لعام 2004.